# Żleb Stanisławskiego (Żabi Szczyt)

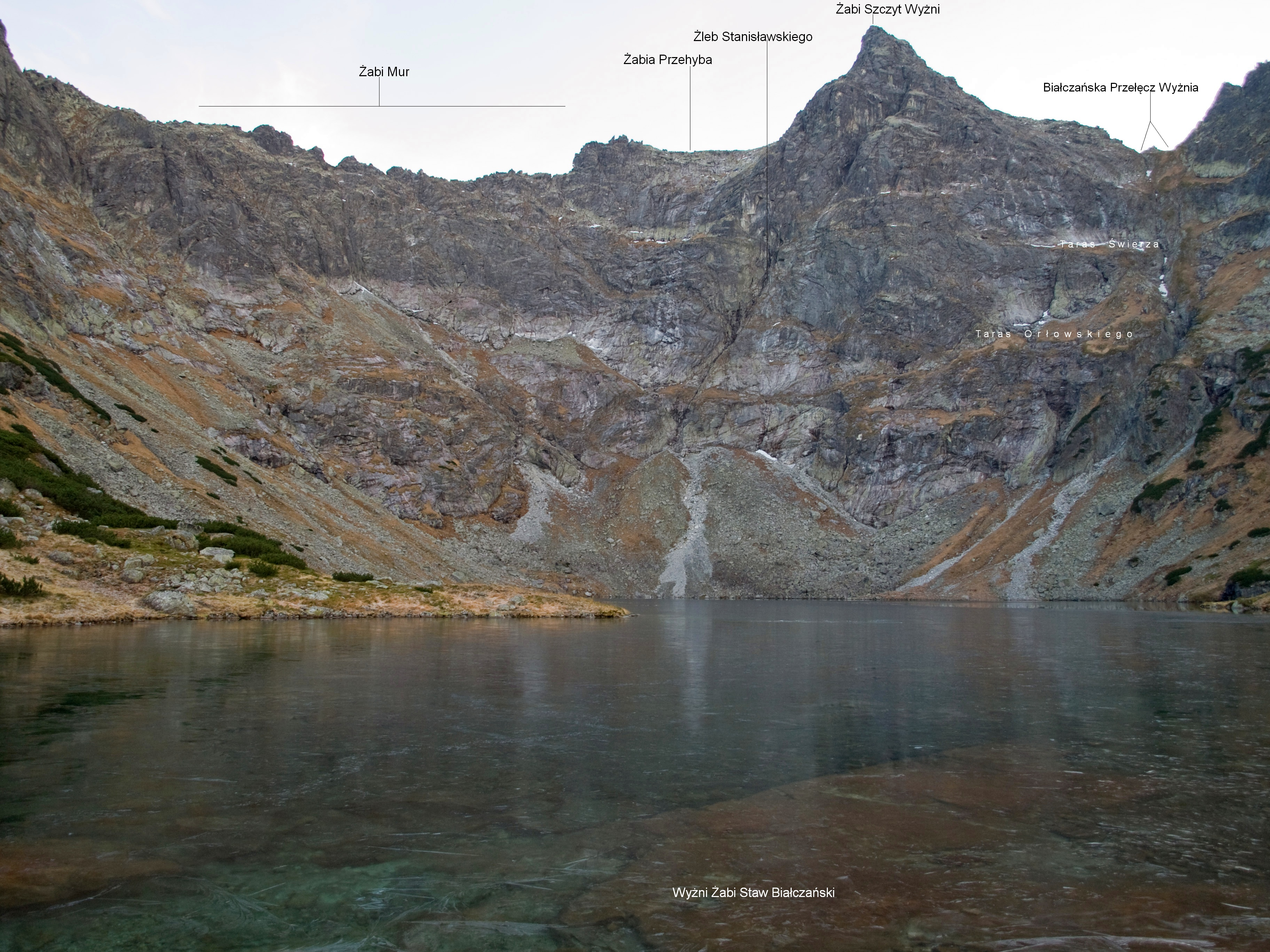

Żleb Stanisławskiego (niem. Stanisławski-Schlucht, słow. Stanisławského žľab, węg. Stanisławski-szakadék, 2259 m) – żleb na północnej ścianie Żabiego Szczytu Wyżniego w słowackich Tatrach Wysokich. Ściana ta ma wysokość dochodzącą do 500 m i stanowi południowe zamknięcie Doliny Żabich Stawów Białczańskich. Żleb Stanisławskiego jest jej najbardziej rzucającą się w oczy formacją skalną. Ciągnie się prawie przez całą jej wysokość, przecina poziomy zachód będący przedłużeniem Tarasu Orłowskiego i  kończy się w dużym stożku piargowym nad południowym brzegiem Wyżniego Żabiego Stawu Białczańskiego. Stożek ten ma wysokość około 100 m.
Żleb Stanisławskiego jest głęboko wcięty, w wielu miejscach ma postać komina. Jego dolna część to koryto o szerokości kilku metrów z ruchomymi piargami i głazami. Odcinkami żlebu prowadzą taternickie drogi wspinaczkowe, jest to jednak zamknięty dla turystów i taterników obszar ochrony ścisłej Tatrzańskiego Parku Narodowego.
Nazwa żlebu pochodzi od nazwiska polskiego taternika Wiesława Stanisławskiego.